# Open Wide (singolo)
Open Wide è un singolo del DJ britannico Calvin Harris, pubblicato il 27 gennaio 2015 come quinto estratto dal quarto album in studio Motion.
Il singolo ha visto la collaborazione del rapper statunitense Big Sean.

## Tracce
Download digitale
1. Open Wide (feat. Big Sean) – 3:07

## Classifiche
| Classifica (2015) | Posizione raggiunta |
| ----------------- | ------------------- |
| Regno Unito       | 23                  |